# Bubendorf
Bubendorf är en ort och kommun i distriktet Liestal i kantonen Basel-Landschaft, Schweiz. Kommunen har 4 509 invånare (2023).